# Embaixada da Estónia em Lisboa
A Embaixada de Estónia em Lisboa é a principal missão diplomática da Estónia em Portugal, na capital Lisboa.
Atualmente, a embaixadora da Estónia em Lisboa é a Moonika Kase.